# Тагомайзер

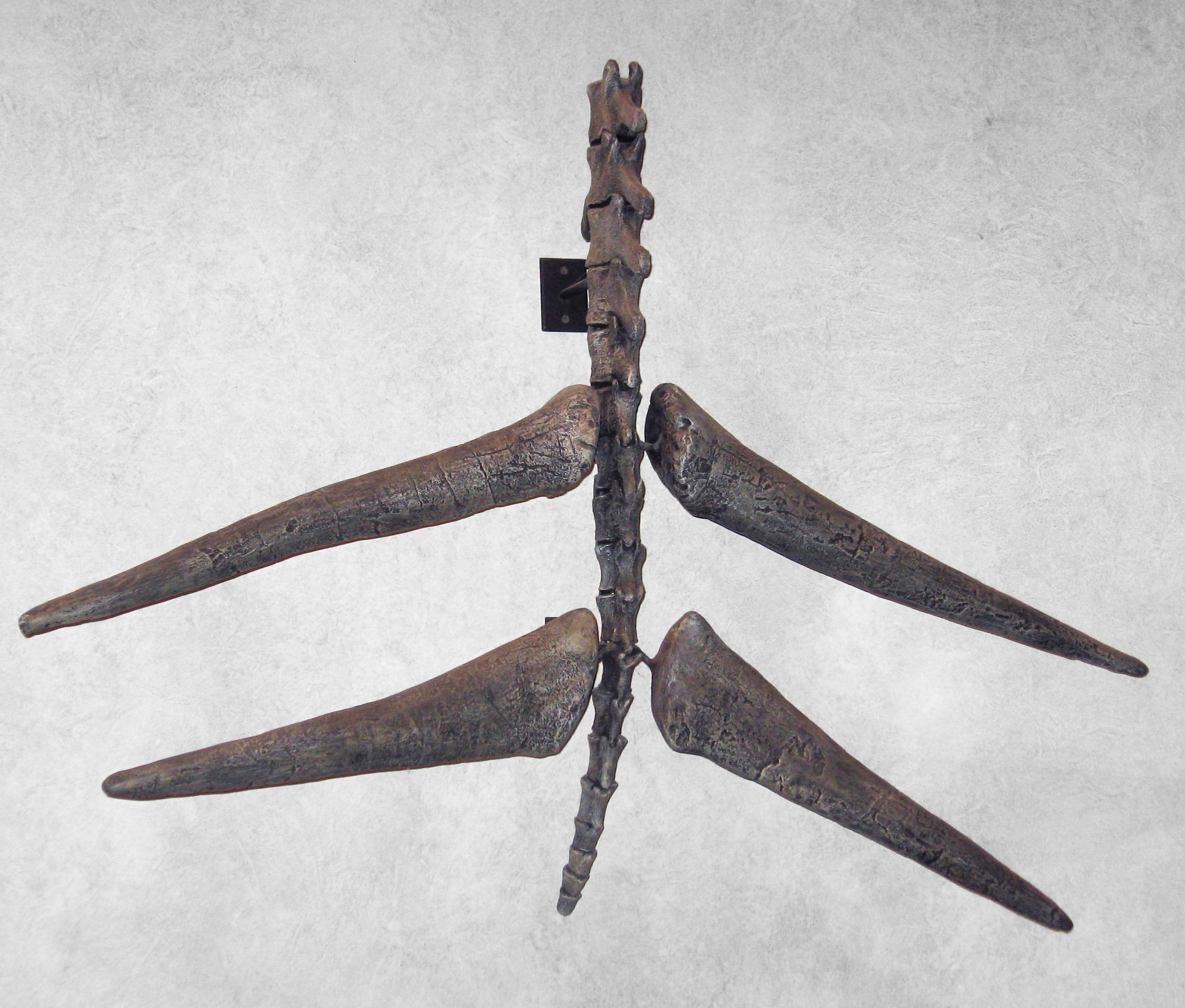
Тагомайзер на хвості стегозавра

Тагомайзер (англ. thagomizer) — група з 4—10 шипів, що зустрічається на хвостах стегозаврових динозаврів. Дані шипи, як заведено вважати, допомагали їм оборонятись від хижаків.
Як така, група шипів спочатку не мала власної назви. Термін «Тагомайзер» використав в 1982 році відомий карикатурист Гарі Ларсон у своєму коміксі «The Far Side». Поступово цей неофіційний термін увійшов в ужиток в наукових колах — його почали використовувати в дослідженнях і освіті.

## Палеобіологія

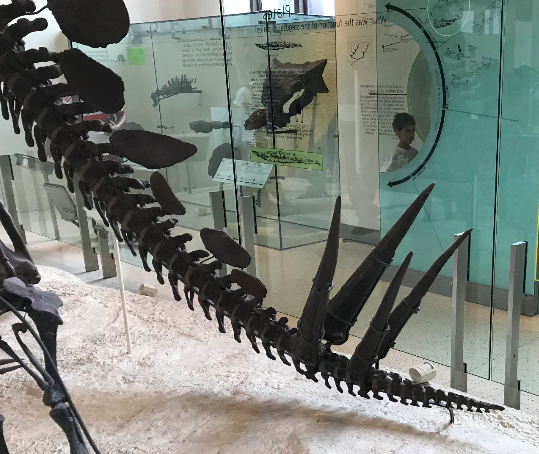
Тагомайзер на хвості решток стегозавра

Між науковцями точилися суперечки щодо функції шипів: вони потрібні лише для відлякування чи все ж використовувались як бойовий засіб. Більшість науковців — як, наприклад, Роберт Баккер, схиляються до другої версії, оскільки, через малу кількість сухожиль хвіст стегозавра був набагато гнучкішим, ніж хвіст інших птахотазових динозаврів. До того ж стегозавр міг легко маневрувати хвостом і при цьому зберігати рівновагу завдяки потужним коротким кінцівкам.
У 2001 році Мак-Уінні (англ. McWhinney) та ще деякі науковці у своєму дослідженні продемонстрували, що тагомайзером можна нанести серйозні травми. Це виступає на користь теорії про бойове застосування шипів. Ще одним доказом є знайдені рештки хребта алозавра з частково загоєною раною, форма якої дозволяє припустити, що вона з'явилась від шипів стегозавра.

## Інші наукові терміни, що прийшли з художньої літератури
- Кварк
- Шму
- Снарк
- SHH
- Стів